# Chanel Mokango
Chanel Mokango, née le 13 octobre 1988 à Kinshasa, est une joueuse congolaise (RDC) de basket-ball évoluant au poste d'ailier fort.

## Carrière
Elle est finaliste du Championnat d'Afrique féminin de basket-ball des 18 ans et moins en 2004.
Elle participe aux championnats d'Afrique 2005, 2017 et 2019.
Elle évolue en club au Diósgyőri VTK en Hongrie.